# Воловик, Василий Семёнович
Василий Семёнович Воловик (4 марта 1928, Новогригоровка, Павлоградский округ — 27 декабря 2012, Днепропетровск) — передовик советской энергетической промышленности, старший мастер энергоблока Приднепровской ГРЭС Днепроэнерго Министерства энергетики и электрификации Украинской ССР, город Днепропетровск, Герой Социалистического Труда (1966).

## Биография
Родился 4 марта 1928 года в селе Новогригоровка Васильковского района (ныне Днепропетровской области) в украинской крестьянской семье.
Завершил обучение в школе, а затем выучился в школе фабрично-заводского обучения. С 1945 года начал работать формовщиком-литейщиком в артели «Красный литейщик» в Днепропетровске. В 1948 году был призван в Красную армию. Служил на Балтийском флоте, в 1953 году демобилизовался.
Возвратился в Днепропетровск, где стал работать по специальности в артели «Большевик».
В 1955 году сменил место работы и стал трудиться в Приднепровской ГЭС. Начал работать с помощника машиниста, а затем стал старшим машинистом котлов. С 1960 года работал старшим машинистом энергоблока. Освоил энергоблоки мощностью 150 и 300 мегаватт.
Указом Президиума Верховного Совета СССР от 4 октября 1966 года за достижение высоких показателей в производстве Василию Семёновичу Воловику присвоено звание Героя Социалистического Труда с вручением ордена Ленина и медали «Серп и Молот».
Продолжал свою трудовую деятельность в ГЭС. С 1971 года — начальник смены блоков. С 1988 года на пенсии.
Избирался депутатом Днепропетровского областного совета депутатов.
Проживал в городе Днепропетровск. Умер 27 декабря 2012 года.

## Награды
- Медаль «Серп и Молот» (04.10.1966);
- Орден Ленина (04.10.1966);
- Юбилейная медаль «20 лет независимости Украины» (19 августа 2011 года) — за значительный личный вклад в социально-экономическое, научно-техническое и культурно-образовательное развитие Украинского государства, весомые трудовые достижения и многолетний добросовестный труд[1];
- другие медали.